# إدارة لا باز (هندوراس)
إدارة لا باز هي إدارة في هندوراس، بلغ عدد سكانها 198,926 نسمة وذلك حسب إحصائيات سنة 2013، عاصمتها لا باز ، تبلغ مساحتها 2,331.0 كيلومتر مربع.